# Альтьери, Элена
Э́лена Альтье́ри (итал. Elena Altieri), настоящее имя — Элена Капуччи (итал. Elena Capucci; 7 июля 1910, Стреза, Пьемонт — 1 мая 1997, Стреза, Пьемонт) — итальянская актриса театра и кино, актриса озвучивания.

## Биография
Родилась 7 июля 1910 года в Стрезе, её отец был итальянцем, мать — англичанкой. Она обладала модельными физическими данными — блондинка, элегантная и стройная. 
Дебютировала в кино в возрасте двадцати лет, в небольших фрагментах фильма «Regina della Scala» (Королева скалы), режиссёра Камилло Мастрочинкве в 1937 году. Далее последовал фильм «Нас было 7 сестёр» режиссёра Марио Маттоли в 1938.
Она стала звездой в 1940 году, после того, как снялась в фильме Дино Фалькони, Большие башмаки, вместе с Лилии Сильви и Амедео Наццари, где она сыграла роль девушки из знатной семьи, которая влюбилась в фермера Наццари, врага её отца. Фильм имел огромный успех, несмотря на состояние войны между Италией и Великобританией и её половинное английское происхождение. Этот успех привёл к слухам о рождении новой итальянской «кино пары» с Наццари. В том же году она, по-прежнему, снималась у Фалькони в «Ветре миллионов».
До 1943 года она приняла участие в нескольких фильмах, в том числе в «Черном золоте», режиссёра Гуаццони и в «Четвертой странице», режиссёра Манзари. Больше ей не удалось подтвердить свои предыдущие успехи, оставаясь актрисой второго плана, а затем и военная ситуация в мире ударила по ней, как и по многим другим артистам того времени.
В послевоенный период она долго отсутствовала в мире кино, исключением является мимолетное появление в «Похитителях велосипедов» (Де Сика, 1948), во второстепенной роли покровительницы милосердия. Вновь она появится на экране в 1950 году. В этой второй художественной жизни она приняла участие в фильмах, снятых знаменитыми режиссерами, такими как Ренуар, Блазетти, Брагалья, Маттоли, которые, прежде всего, представляют на обозрение персонажи гордых аристократов, но не выходя за рамки второстепенных ролей.
Альтьери, также, выступала на сцене с театральной труппой Cimara — Paul, она принимала участие в некоторых радио и телевизионных записях Rai, а также участвовала в озвучивании. 
В конце 1950-х годов она окончательно ушла со сцены. Скончалась 1 мая 1997 года в Стрезе.

## Фильмография
- Королева скалы, режиссеры Гвидо Сальвини и Камилло Мастрочинкве (1937)
- Нас было 7 сестер, режиссер Марио Маттоли (1938)
- По вашему приказу, синьора …, режиссер Марио Маттоли (1938)
- Пилот Лучано Серра, режиссер Гоффредо Алессандрини (1938)
- В полях упала звезда, режиссер Эдуардо де Филиппо (1939)
- Маленький отель, режиссер Пьеро Баллерини (1939)
- Любовь так делает, режиссер Карло Людовико Брагалья (1939)
- Ветер миллионов, режиссер Дино Фалькони (1940)
- Большая обувь, режиссер Дино Фалькони (1940)
- Колодец чудес, режиссер Дженнаро Ригелли (1941)
- Идиллия в Будапеште, режиссер Джорджио Ансольди и Габриэле Варриале (1941)
- Головокружение, режиссер Гуидо Бриньоне (1941)
- Черное золото, режиссер Энрико Гуаццони (1942)
- Маска и лицо, режиссер Камилло Мастрочинкве (1942)
- Телохранитель, режиссер Карло Людовико Брагалья (1942)
- Толчок штурвала, режиссер Дженнаро Ригелли (1942)
- Четвертая страница, режиссер Никола Манзари (1943)
- Белый ангел, режиссер Джулио Антаморо, Федерико Синибальди и Этторе Джаннини (1943)
- Похитители велосипедов, режиссер Витторио Де Сика (1948)
- Тото́ ле Моко́, режиссер Карло Людовико Брагалья (1949)
- Любовный роман, режиссер Дуилио Колетти (1950)
- Свободный выход, режиссер Дуилио Колетти (1951)
- Другие времена, режиссер Алессандро Блазетти (1952)
- Золотая карета, режиссер Жан Ренуар (1953)
- Последний любовник, режиссер Марио Маттоли (1955)
- Я защищаю свою любовь, режиссер Джулио Макки (1957)

## Телевизионная проза Rai
- История очень усталого человека, режиссер Карло Тамберлани, вышла в эфир 16 декабря 1955 года.